# توتنهام هوتسبير موسم 2002–03
كان موسم 2002–03 هو الموسم الحادي عشر لتوتنهام هوتسبير في الدوري الإنجليزي الممتاز والموسم الخامس والعشرين على التوالي في الدرجة الأولى من نظام الدوري الإنجليزي لكرة القدم.